# Satta cannibalorum
Satta cannibalorum är en spindelart som beskrevs av Pekka T. Lehtinen och Heikki Hippa 1979. Satta cannibalorum ingår i släktet Satta och familjen vargspindlar. Inga underarter finns listade i Catalogue of Life.